# Charles d'Avaugour

Charles d'Avaugour, 1649. Kopparstick efter Anselm van Hulle.

Charles de Bretagne-Dubios, baron d'Avaugour, född omkring 1600, död den 6 december 1657 i Kiel, var en fransk diplomat.
D'Avaugour började 1633 den diplomatiska verksamheten i norra och östra Europa. Från 1643 och fram till Westfaliska freden följde han som Frankrikes representant den svenska armén, där han även var överste för ett kavalleriregemente. År 1654 blev han fransk ambassadör i Sverige och ledsagade sedan Karl X Gustav på hans fälttåg. I enlighet med sin instruktion försökte han försona Sverige med Polen och Brandenburg och fastare åtknyta förbundet med Frankrike. Han dukade dock snart under för arbete och strapatser.